# Leomar Antônio Brustolin
Leomar Antônio Brustolin (Caxias do Sul, 15 de agosto de 1967) é um prelado católico brasileiro, Arcebispo da Arquidiocese de Santa Maria e Presidente da Comissão Episcopal para a Animação Bíblico-Catequética da CNBB.

## Biografia
Cursou a faculdade de Filosofia na Universidade de Caxias do Sul e Teologia pela Pontifícia Universidade Católica do Rio Grande do Sul. Foi ordenado presbítero em 20 de dezembro de 1992. De 1993 a 2014 foi Diretor do Curso de Teologia de Leigos da Diocese de Caxias do Sul e vigário paroquial da Paróquia Santa Teresa, Catedral Diocesana de Caxias do Sul, de 1992 a 2001.
De 1991 a 1993 obteve o mestrado em Teologia Sistemática na Faculdade Jesuíta de Belo Horizonte. Concluiu o doutorado em Teologia Sistemática na Pontifícia Universidade São Tomás de Aquino em Roma, de 1997 a 2000. Em 2001 foi nomeado pároco da Catedral Diocesana de Caxias do Sul, cargo que exerceu até 2014. Coordenou e lecionou nos cursos de pós-graduação em Ensino Religioso e Teologia Pastoral na Universidade de Caxias do Sul, entre os anos de 1993 a 2005.
De 2002 a 2005 foi professor na Faculdade da Serra Gaúcha. De 2003 a 2005 foi professor na Escola Superior de Teologia, em São Leopoldo. Desde 2005 foi professor na Faculdade de Teologia da Pontifícia Universidade Católica do Rio Grande do Sul onde atuou como Coordenador do Programa de Pós-graduação em Teologia a partir de 2006. Realizou pesquisa e ensino nas disciplinas de Antropologia Teológica, Moral Social, Pastoral Catequética e Pastoral Urbana. Tem alguns livros publicados na área da Escatologia, Mariologia, Catequese e Pastoral. Dedicou-se na assessoria teológico-pastoral e catequese em diversas dioceses.

## Episcopado

### Bispo auxiliar de Porto Alegre
Aos 7 de janeiro de 2015 foi nomeado pelo Papa Francisco como bispo auxiliar da Arquidiocese de Porto Alegre. Foi ordenado bispo no dia 25 de março de 2015, na cidade de Caxias do Sul na Catedral Santa Teresa. O presidente principal da celebração foi o arcebispo de Porto Alegre, Dom Jaime Spengler, e os co-sagrantes foram o bispo de Caxias do Sul, Dom Alessandro Ruffinoni, e o bispo de Montenegro, Dom Paulo Antônio de Conto.
No dia 27 de maio de 2015 foi escolhido pelos bispos do Rio Grande do Sul como bispo referencial no Regional Sul 3 da Comissão Episcopal Pastoral para a Doutrina da Fé e da Comissão Episcopal para a Cultura, Educação, Ensino Religioso e Universidades.
Aos 22 de junho de 2015 teve seu nome divulgado como membro da Comissão Episcopal Pastoral para a Doutrina da Fé da CNBB.

### Arcebispo de Santa Maria
Em 2 de junho de 2021 foi nomeado pelo Papa Francisco como 2º Arcebispo da Arquidiocese de Santa Maria., sucedendo a Dom Hélio Adelar Rubert. Sua posse canônica aconteceu dia 15 de agosto de 2021, no Santuário Basílica Nossa Senhora Medianeira de Todas as Graças, com a presença de diversos prelados do Rio Grande do Sul e presbíteros da arquidiocese e de outras também.

## Ordenações episcopais
Dom Leomar foi o principal ordenante da ordenação episcopal de Bertilo João Morsch, em 2022.